# Королі палат
«Королі палат» — український комедійний скетч-телесеріал. Серіал розповідає про кумедні та буремні ситуації та пригоди лікарів та пацієнтів у шпиталі.
Серіал знято студією «1+1 Продакшн». Прем'єра серіалу відбулася 28 жовтня 2019 року на телеканалі «ТЕТ».

## Синопсис
Смішний та правдивий скетчком про лікарів та пацієнтів. У центрі сюжету два брати-лікарі, яких життя розвело по різних соціальних класах. Тарас Шуйко — інтелігентний, симпатичний, працює педіатром у бюджетній міській поліклініці. Єгор Шуйко — упевнений у собі гедоніст, працює пластичним хірургом у платному крилі, яке розташоване в тій же поліклініці. Він душа компанії і улюбленець жінок. Сюжет побудований на взаєминах двох братів і комічних ситуаціях, які стаються у поліклініці.

## Творча команда
- Автор ідеї — Дмитро Сав'яненко.
- Сценаристи: Дмитро Сав'яненко, Лєвон Назінян, Олексій Ральніков, Слава Юшков, Андрій Кукса, Олег Сьомін і Олександр Гелюх.
- Оператор-постановник — Максим Шкрид.
- Художник-постановник — Андрій Барилко.
- Виконавчий продюсер — Володимир Андріюк.
- Креативний продюсер — Дмитро Сав'яненко.

## Актори
- Володимир Ращук — Єгор Шуйко, пластичний хірург;
- Юрій Дяк — Тарас Шуйко, педіатр;
- Ольга Жуковцова-Кияшко — психотерапевтка;
- Дмитро Сав'яненко — хіропрактик;
- В'ячеслав Василюк — головний лікар.